# Ange M. Mosher
Pour les articles homonymes, voir Mosher.
Ange M. Mosher est une célèbre mécène américaine de la culture bretonne. Elle vient pour la première en Bretagne durant l'été 1889, avec sa fille, qui est alors étudiante à Paris. Cette riche américaine découvre, un peu par hasard, alors, un pays qui va la fasciner pendant plus d'un quart de siècle. 
Elle fait de la Bretagne son sujet d'étude, et va en apprendre la langue : le breton (ou tout au moins, des rudiments). En 1900, la "Bretonne d'adoption" rencontre les membres de l'Union régionaliste bretonne (URB) réunis en congrès à Guingamp, parmi eux Pierre Laurent, Charles Le Goffic ou encore Anatole Le Braz.   

## Son amitié avec Marc'harit Fulup
Lors de ce même congrès de l'URB, Ange Mosher découvre également les chansons et les contes de Marc'harid Fulup (celle-ci est invitée par François Vallée qui a été enregistrer son répertoire chantée sur phonogrammes quelques mois auparavant). L'Américaine se lie alors d'amitié avec la mendiante trégorroise. Son admiration pour la conteuse populaire est telle qu'elle lui consacrera l'un des chapitres de son livre The Spell of Brittany .   
Après le décès de la conteuse Marc'harid Fulup, en 1909, elle participera à la rédaction d'un recueil de poésies en hommage à l'égérie de Luzel et Le Braz et contribue à l'élévation du monument à sa mémoire à Pluzunet. Une cérémonie se déroulera sous sa présidence le 10 septembre 1910 en compagnie des grands noms de la littérature et du mouvement breton de l'époque. Au repas organisé après la cérémonie, Ange Mosher n'hésite pas à donner de la voix et à entonner plusieurs chansons en breton.  

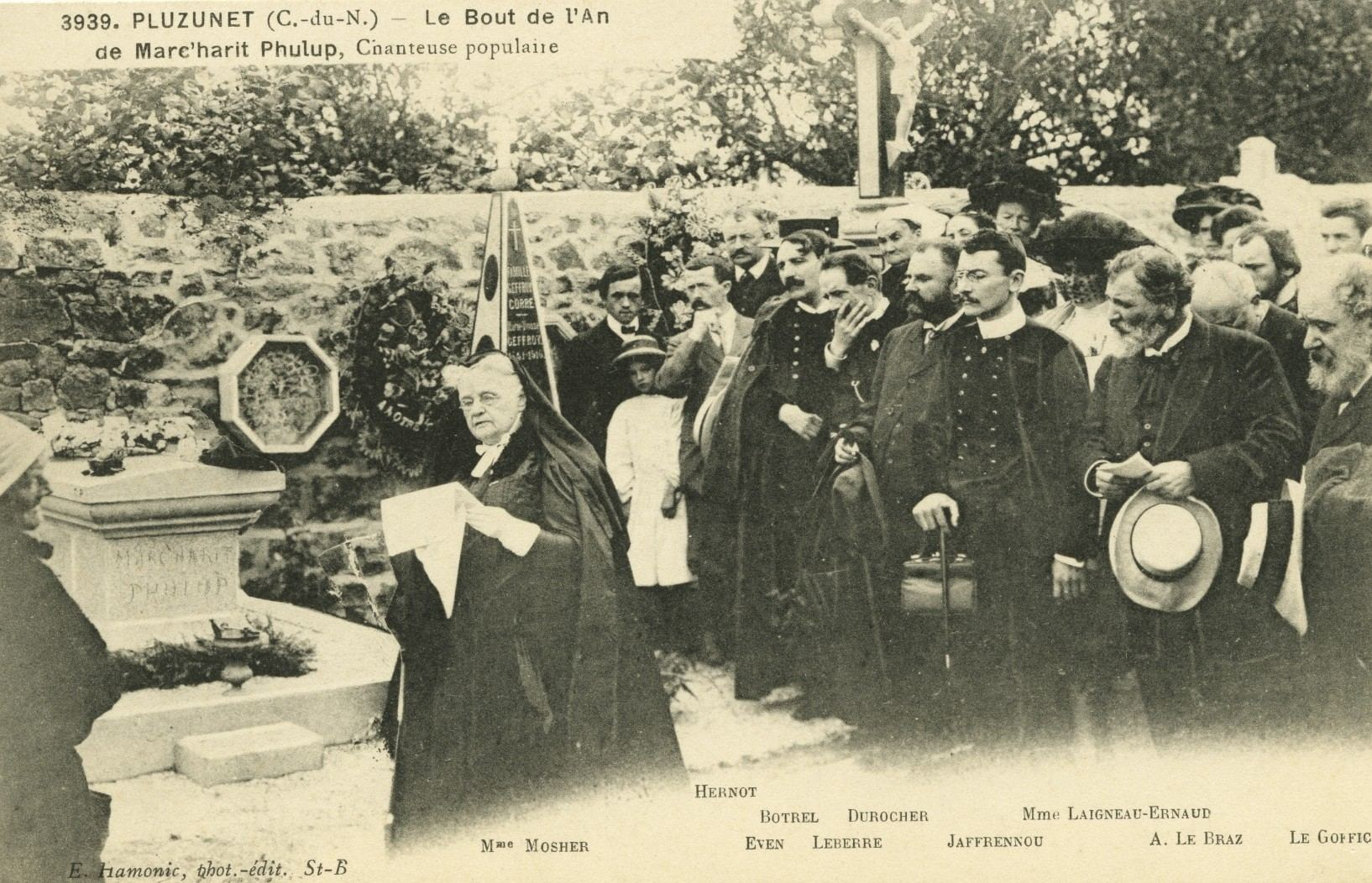
Cérémonie en hommage à Marc'harit Fulup, à Pluzunet, en présence d'Ange Mosher

## Bretonez Tramor
La première décennie du XXe siècle sera riche en rencontres et en fêtes pour Ange Mosher qui financera très largement des concours de poésies et de littératures organisés par l'URB, la jeune organisation régionaliste. Elle en deviendra présidente d'honneur en 1904.
Son attachement à la Bretagne lui vaut alors le surnom de Bretonez Tramor (La Bretonne d'outre-mer) par Charles Le Goffic au congrès de l'Union Régionaliste Bretonne, à Guingamp, en 1901. On la verra d'ailleurs régulièrement habillée d'un "costume de douairière de Châteaulin".   
Anatole Le Braz rendra visite à cette amoureuse de la Bretagne, aux Etats-Unis, quelques mois avant sa mort. L'écrivain breton rédigera une préface élogieuse à son livre posthume.  

## Œuvres
- En envor kuz Marc'harit Phulup. A la mémoire de Marc'harit Phulup[3], 1910 (ouvrage collectif)
- Travels in Brittany: An American Perspective on Weddings (and Wakes) in the early 20th Century
- The Spell of Brittany, New York, Duffield & Company, 1920, 212 pages.

- Robert Browning in Brittany, Le Fureteur breton, Oct-Nov 1909, p4-5